# Valeria Di Napoli
Valeria Di Napoli, nota anche con lo pseudonimo di Pulsatilla (Foggia, 29 agosto 1981), è una scrittrice e sceneggiatrice italiana.

## Biografia
Comincia a scrivere nella sua città d'origine, Foggia, negli anni del liceo classico, il Vincenzo Lanza, ed ottiene un primo riconoscimento nel 2001, giungendo in finale nel prestigioso Premio Campiello giovani.
Si trasferisce maggiorenne dalla Puglia a Milano, dove frequenta l'Accademia di Comunicazione per poi svolgere la professione di copywriter presso la BBDO e la Lowe Pirella. Negli anni successivi, si sposta a Roma, dove attualmente vive.
Con il suo primo romanzo La ballata delle prugne secche, una storia pseudo-autobiografica, ispirata dal suo stesso blog (chiuso nel 2010 e attualmente offline) e ricca di spunti comici ed ironici riguardanti il suo rapporto tormentato con il mondo (genitori, sesso, cibo, dipendenza da chat), ha raggiunto nel luglio 2006 l'ottavo posto della classifica italiana delle vendite.
Nel 2010 esce il film Maschi contro femmine, per il quale ha collaborato alla sceneggiatura assieme al regista Fausto Brizzi, a Marco Martani e a Massimiliano Bruno. Sempre nel 2010 viene pubblicato l'omonimo libro Maschi contro femmine. Nel 2011 esce il sequel Femmine contro maschi per il quale ha svolto lo stesso compito.
Nel 2011 è stata saltuariamente ospite di G'Day, un programma trasmesso su LA7 e condotto da Geppi Cucciari.
Ha collaborato sistematicamente con periodici quali Cosmopolitan e Max e sporadicamente con Grazia, Gioia, XL, Il foglio, L'Espresso, Io Donna, Donna Moderna. Attualmente tiene una rubrica fissa sul periodico TuStyle, intitolata il Taccuino di Pulsatilla.

## Opere
- La ballata delle prugne secche, 2006, Castelvecchi Editore (ISBN 88-7615-128-1)
- Giulietta Squeenz, 2008, Bompiani (ISBN 8845260372)
- Quest'anno ti ha detto male. Lettere a Babbo Natale cestinate da lui medesimo e casualmente ritrovate, 2008, Bompiani (ISBN 9788845262395)
- Maschi contro femmine, 2010, Mondadori (EAN 9788804598220)
- Il campo è aperto, 2023, Baldini+Castoldi (EAN 9791254940150)

## Filmografia
- Maschi contro femmine (2010)
- Femmine contro maschi (2011)
- 10 regole per fare innamorare (2012)